# Bildungsministerium Namibias
Das Ministerium für Bildung, Innovation, Jugend, Sport, Kunst und Kultur (englisch Ministry of Education, Innovation, Youth, Sports, Arts and Culture; MEIYSAC) ist seit März 2025, inklusive der zusätzlichen Portfolien Jugend, Sport und tertiäre Bildung, das einzige Bildungsministerium des Landes.
Zuvor war es seit März 2015, neben dem Ministerium für höhere Bildung, Training und Innovation eines von zwei Bildungsministerien und zudem Kulturministerium von Namibia. Das Ministerium ging ursprünglich aus dem Primär- und Sekundärschulbereich des Bildungsministeriums und dem Kulturbereich des Ministeriums für Jugend, Nationaldienste, Sport und Kultur hervor.
Ministerin ist seit dem 22. März 2025 Sanet Steenkamp, die zuvor bereits in hochrangiger Position als Exekutivdirektorin tätig war.